# Rugby-League-Nationalmannschaft der Cookinseln
Die Rugby-League-Nationalmannschaft der Cookinseln, auch bekannt unter ihrem Spitznamen The Cooks, vertritt die Cookinseln auf internationaler Ebene in der Sportart Rugby League. Sie hat bislang zweimal an der Rugby-League-Weltmeisterschaft teilgenommen. Rugby League gilt als Nationalsport der Cookinseln.

## Geschichte
Die Cookinseln begannen 1986, Länderspiele im Rugby League auszutragen, maßen sich dabei jedoch zumeist nur mit anderen „Zwergstaaten“. 2000 nahm das Team erstmals an einer Rugby-League-Weltmeisterschaft teil, scheiterte jedoch chancenlos in der Vorrunde. 2004 konnten die Cooks mit einem Triumph beim Pacific Cup ihren ersten Titel gewinnen. Beim zweiten WM-Auftritt 2013 schaffte man es erneut nicht ins Viertelfinale, konnte jedoch beim 28:24 gegen Wales den ersten Sieg in einem WM-Spiel verbuchen.